# Thérèse Blanchet
Thérèse Blanchet (ur. 22 maja 1962 w Genewie) – francuska i szwajcarska prawniczka oraz urzędniczka, od 2022 sekretarz generalna Rady Unii Europejskiej.

## Życiorys
Córka Francuzki i Szwajcara, posiada podwójne obywatelstwo. W 1984 ukończyła studia prawnicze na Uniwersytecie Genewskim. W 1987 uzyskał uprawnienia zawodowe, a w 1989 magisterium z prawa europejskiego w Kolegium Europejskim w Brugii. Praktykowała jako prawniczka w Genewie, następnie pracowała w Europejskim Stowarzyszeniu Wolnego Handlu. Od połowy lat 90. zawodowo związana z administracją Unii Europejskiej. Od 2000 była doradczynią dyrektora generalnego Służby Prawnej Rady i kierowniczką działu koordynacji. W 2012 została w tej instytucji dyrektorką do spraw wymiaru sprawiedliwości i spraw wewnętrznych, a w 2019 powołano ją na funkcję dyrektora generalnego Służby Prawnej Rady. W 2022 objęła stanowisko sekretarza generalnego Rady Unii Europejskiej.